# イーノス・スローター
イーノス・ブラッシャー・スローター（Enos Bradsher Slaughter、1916年4月27日 - 2002年8月12日）は、アメリカ合衆国ノースカロライナ州ロックスボロ出身のプロ野球選手（右翼手）。右投左打。愛称は"カントリー"（"Country"）。
1940 - 1950年代のカージナルスの看板選手だった。

## 経歴
1935年にセントルイス・カージナルスと契約し、3年後の1938年にメジャーデビュー。1年目から112試合に出場し打率.276の成績を残す。スローターはスムーズなレベルスイングから、確実にボールを打ち返すコンタクトヒッターとしてカージナルスのレギュラーに定着、2年目には打率.320と、リーグ最多の52本の二塁打を放つ。打率は第二次世界大戦に従軍したためプレーをしなかった1943 - 1945年を除いて5年連続で3割を維持し、1942年シーズンにはリーグ最多の188安打、打率.318を記録して最多安打と首位打者のタイトルを獲得する。
第二次世界大戦中は従軍しサイパン島に派兵されていた。後日スローターは当時を回顧し、『俺たちが球場を作って野球をしていると、崖の上から日本兵が無防備に見ていた』という証言を残している。
復員後、1946年シーズンには130打点でリーグの打点王を獲得。ワールドシリーズでも二塁打、三塁打、本塁打それぞれ1本を含む8安打を放ち、カージナルスをワールドシリーズ制覇に導いた。またオールスターゲームには、1946年以降トレードされる1953年まで8年連続の出場を誇る。
1953年にカージナルスを離れ、ニューヨーク・ヤンキース、カンザスシティ・アスレチックスと渡り歩く。1956年シーズン途中からヤンキースに復帰。この年から3年連続でワールドシリーズに出場した。1959年にミルウォーキー・ブレーブスに移り、この年が大リーグ最後のシーズンとなった。その後も1960年、1961年はマイナーリーグで選手兼任監督としてプレーした。
1971年から77年までデューク大学野球チームのヘッドコーチを務めた。

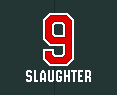
スローターのカージナルス在籍時の背番号「9」。
セントルイス・カージナルスの永久欠番に1996年指定。

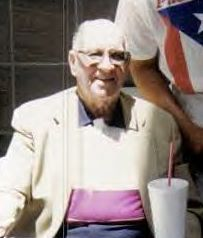
自身の背番号『9』永久欠番表彰式でのスローター(1996年)

1985年にベテランズ委員会がアメリカ野球殿堂入り選手に選出。スローターのカージナルス在籍時の背番号『9』は、1996年に永久欠番に指定された。
2002年に悪性リンパ腫のためノースカロライナ州にて死去。

### マッド・ダッシュ
1946年のレッドソックスとのワールドシリーズ、3勝3敗で迎えた最終第7戦で、3-3の同点の8回、打者ハリー・ウォーカーが二塁打を放ち、一塁走者のスローターは一塁から一気に本塁に生還、シリーズを決定づける決勝点を挙げる。この時の闘争心むき出しの走塁は、ファンに「マッド・ダッシュ」と名づけられスローターの代表的なプレーとなった。
このプレーでは記録上、ウォーカーの打撃結果は二塁打とされているが、実際の当たりはシングルヒットがふさわしい内容で、バックホームの間に二塁に進塁しており、「シングルヒット」と「野手選択」が記録されるのが相応しいと言われている。ツーベースヒットで一塁走者がホームインするのはまだ通常に考えられるプレイであるが、実際のスローターのこの走塁は「シングルヒットで一塁から生還した」からこそ、後世に伝えられるほどの好走塁なのである。
当時、ある記者は記録員室に「あなたがたがあのヒットを二塁打と記録することで、この素晴らしい走塁から感動と興奮を奪ってしまうんだぞ。」とクレームをつけたという。現在カージナルスの本拠地ブッシュ・スタジアム横に、スローターのマッド・ダッシュの像が建てられている。スローターの闘争心むき出しの走塁スタイルは、後にピート・ローズがそれを真似たといわれる。

## エピソード
スローターは以下の理由で人種差別主義者、そして1950年台のカージナルスの低迷を招いた遠因となった選手として広く知られる選手である。尚、スローターは一般に激しい人種差別意識があるとされる南部のノースカロライナ州出身である。
スローターがカージナルスの主力選手だった1947年4月にブルックリン・ドジャース傘下の3Aに所属していたジャッキー・ロビンソンがメジャーに昇格した際、「黒人がメジャーでプレーするなら試合を放棄する」としたチーム単位によるストライキを自身が中心となって扇動した。このストライキ自体はMLBコミッショナーのハッピー・チャンドラーやナショナルリーグ会長による「人種差別を理由とした試合放棄をしたチームや選手は出場停止処分を科す」という声明の為に実行はされなかった。
しかし、スローターは後年までロビンソンらアフリカ系の内野手に対してスライディングをする際にわざとスパイクの刃を向けるなど差別的な言動を改めることは無かった。
更に、ホームタウンのセントルイスがあるミズーリ州は南北戦争時に北軍に属しながら奴隷制に肯定的な南軍支持者を多く抱えた境界州だった。その中でも北軍の州政府とは別に非公式ながら親南部政権が樹立される程、特に勢力が拮抗していたという歴史的背景を持つ。
チームの中心選手であるスローターの人種差別的な言動やミズーリ州の歴史的背景も相まって「カージナルスは人種差別主義的なチームである」という風潮が全米に広がっていった。これが理由でカージナルスは有望なアフリカ系選手から入団することを拒まれ続けた。
1953年にスローターがカージナルスを退団した後もこの風潮が収まる事はなかった。その内にロビンソン擁するドジャース、ウィリー・メイズ擁するニューヨーク・ジャイアンツやハンク・アーロン、ジョージ・クロウ、ビル・ブルートン擁するミルウォーキー・ブレーブスなどアフリカ系選手が主力となったチームとの戦力差が広がり、チームは下位に低迷することを余儀なくされた。
最終的に1953年にオーナー企業となったアンハイザー・ブッシュ社が1950年代半ばに「黒人労働者も（自社の主力商品である）バドワイザーを愛飲している」とアピールするまでこの状況が続いた。
次にチームが浮上したのはアフリカ系のボブ・ギブソンがエースとなり、トレードで獲得した同じくアフリカ系のカート・フラッドやルー・ブロックが主力となった1960年代に入ってからである。

## 詳細情報

### 年度別打撃成績
| 年 度      | 球 団      | 試 合 | 打 席 | 打 数 | 得 点 | 安 打 | 二 塁 打 | 三 塁 打 | 本 塁 打 | 塁 打 | 打 点 | 盗 塁 | 盗 塁 死 | 犠 打 | 犠 飛 | 四 球 | 敬 遠 | 死 球 | 三 振 | 併 殺 打 | 打 率 | 出 塁 率 | 長 打 率 | O P S |
| ---------- | ---------- | ----- | ----- | ----- | ----- | ----- | -------- | -------- | -------- | ----- | ----- | ----- | -------- | ----- | ----- | ----- | ----- | ----- | ----- | -------- | ----- | -------- | -------- | ----- |
| 1938       | STL        | 112   | 431   | 395   | 59    | 109   | 20       | 10       | 8        | 173   | 58    | 1     | --       | 4     | --    | 32    | --    | 0     | 38    | 11       | .276  | .330     | .438     | .768  |
| 1939       | STL        | 149   | 664   | 604   | 95    | 193   | 52       | 5        | 12       | 291   | 86    | 2     | --       | 11    | --    | 44    | --    | 5     | 53    | 11       | .320  | .371     | .482     | .852  |
| 1940       | STL        | 140   | 570   | 516   | 96    | 158   | 25       | 13       | 17       | 260   | 73    | 8     | --       | 1     | --    | 50    | --    | 2     | 35    | 4        | .306  | .370     | .504     | .874  |
| 1941       | STL        | 113   | 484   | 425   | 71    | 132   | 22       | 9        | 13       | 211   | 76    | 4     | --       | 4     | --    | 53    | --    | 2     | 28    | 5        | .311  | .390     | .496     | .886  |
| 1942       | STL        | 152   | 687   | 591   | 100   | 188   | 31       | 17       | 13       | 292   | 98    | 9     | --       | 2     | --    | 88    | --    | 6     | 30    | 6        | .318  | .412     | .494     | .906  |
| 1946       | STL        | 156   | 685   | 609   | 100   | 183   | 30       | 8        | 18       | 283   | 130   | 9     | --       | 5     | --    | 69    | --    | 2     | 41    | 7        | .300  | .374     | .465     | .838  |
| 1947       | STL        | 147   | 619   | 551   | 100   | 162   | 31       | 13       | 10       | 249   | 86    | 4     | --       | 5     | --    | 59    | --    | 4     | 27    | 10       | .294  | .366     | .452     | .818  |
| 1948       | STL        | 146   | 637   | 549   | 91    | 176   | 27       | 11       | 11       | 258   | 90    | 4     | --       | 6     | --    | 81    | --    | 1     | 29    | 11       | .321  | .409     | .470     | .879  |
| 1949       | STL        | 151   | 655   | 568   | 92    | 191   | 34       | 13       | 13       | 290   | 96    | 3     | --       | 6     | --    | 79    | --    | 1     | 37    | 7        | .336  | .418     | .511     | .929  |
| 1950       | STL        | 148   | 632   | 556   | 82    | 161   | 26       | 7        | 10       | 231   | 101   | 3     | --       | 8     | --    | 66    | --    | 2     | 33    | 12       | .290  | .367     | .415     | .782  |
| 1951       | STL        | 123   | 483   | 409   | 48    | 115   | 17       | 8        | 4        | 160   | 64    | 7     | 2        | 4     | --    | 67    | --    | 3     | 25    | 10       | .281  | .386     | .391     | .777  |
| 1952       | STL        | 140   | 587   | 510   | 73    | 153   | 17       | 12       | 11       | 227   | 101   | 6     | 1        | 6     | --    | 70    | --    | 1     | 25    | 11       | .300  | .386     | .445     | .831  |
| 1953       | STL        | 143   | 579   | 492   | 64    | 143   | 34       | 9        | 6        | 213   | 89    | 4     | 4        | 1     | --    | 80    | --    | 5     | 28    | 10       | .291  | .395     | .433     | .828  |
| 1954       | NYY        | 69    | 154   | 125   | 19    | 31    | 4        | 2        | 1        | 42    | 19    | 0     | 2        | 1     | 0     | 28    | --    | 0     | 8     | 0        | .248  | .386     | .336     | .722  |
| 1955       | NYY        | 10    | 10    | 9     | 1     | 1     | 0        | 0        | 0        | 1     | 1     | 0     | 0        | 0     | 0     | 1     | 0     | 0     | 1     | 0        | .111  | .200     | .111     | .311  |
| 1955       | KCA        | 108   | 315   | 267   | 49    | 86    | 12       | 4        | 5        | 121   | 34    | 2     | 3        | 1     | 5     | 40    | 4     | 2     | 17    | 8        | .322  | .408     | .453     | .861  |
| '55計      | KCA        | 118   | 325   | 276   | 50    | 87    | 12       | 4        | 5        | 122   | 35    | 2     | 3        | 1     | 5     | 41    | 4     | 2     | 18    | 8        | .315  | .401     | .442     | .843  |
| 1956       | KCA        | 91    | 255   | 223   | 37    | 62    | 14       | 3        | 2        | 88    | 23    | 1     | 0        | 1     | 1     | 29    | 1     | 1     | 20    | 6        | .278  | .362     | .395     | .757  |
| 1956       | NYY        | 24    | 89    | 83    | 15    | 24    | 4        | 2        | 0        | 32    | 4     | 1     | 1        | 1     | 0     | 5     | 0     | 0     | 6     | 0        | .289  | .330     | .386     | .715  |
| '56計      | NYY        | 115   | 344   | 306   | 52    | 86    | 18       | 5        | 2        | 120   | 27    | 2     | 1        | 2     | 1     | 34    | 1     | 1     | 26    | 6        | .281  | .354     | .392     | .746  |
| 1957       | NYY        | 96    | 255   | 209   | 24    | 53    | 7        | 1        | 5        | 77    | 34    | 0     | 2        | 4     | 3     | 40    | 5     | 0     | 19    | 5        | .254  | .369     | .368     | .737  |
| 1958       | NYY        | 77    | 160   | 138   | 21    | 42    | 4        | 1        | 4        | 60    | 19    | 2     | 0        | 1     | 0     | 21    | 0     | 0     | 16    | 3        | .304  | .396     | .435     | .831  |
| 1959       | NYY        | 74    | 114   | 99    | 10    | 17    | 2        | 0        | 6        | 37    | 21    | 1     | 0        | 1     | 1     | 13    | 1     | 0     | 19    | 2        | .172  | .265     | .374     | .639  |
| 1959       | MLN        | 11    | 21    | 18    | 0     | 3     | 0        | 0        | 0        | 3     | 1     | 0     | 0        | 0     | 0     | 3     | 0     | 0     | 3     | 0        | .167  | .286     | .167     | .452  |
| '59計      | MLN        | 85    | 135   | 117   | 10    | 20    | 2        | 0        | 6        | 40    | 22    | 1     | 0        | 1     | 1     | 16    | 1     | 0     | 22    | 2        | .171  | .269     | .342     | .611  |
| 通算：19年 | 通算：19年 | 2380  | 9086  | 7946  | 1247  | 2383  | 413      | 148      | 169      | 3599  | 1304  | 71    | 15       | 73    | 10    | 1018  | 11    | 37    | 538   | 139      | .300  | .382     | .453     | .834  |

### タイトル
- 首位打者：1回（1942年）[4]
- 打点王：1回（1946年）

### 表彰
- ワールドシリーズ出場：5回（1942年、1946年、1956年 - 1958年）
- オールスターゲーム出場：10回（1941年、1942年、1946年 - 1953年）
- スポーティングニュース誌年間最優秀選手：1949年

### 背番号
- 9 （1938年 - 1942年、1946年 - 1953年）
- 17 （1954年 - 1955年途中、1956年途中 - 1959年途中）
- 33 （1955年途中 - 1956年途中）
- 25 （1959年途中 - 同年終了）